# The Man from Downing Street

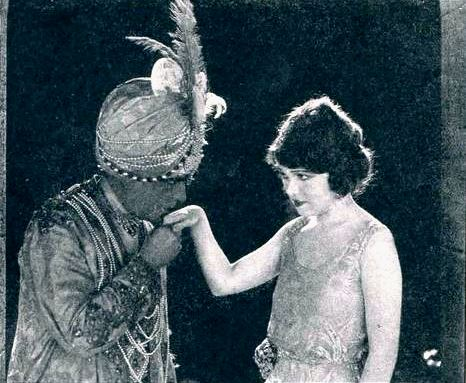
Cena do filme

The Man from Downing Street é um filme mudo do gênero aventura produzido nos Estados Unidos e lançado em 1922. Talvez seja filme perdido.